# Земљотрес и цунами у Индијском океану 2004.
Цунами у Индијском океану 2004. настао је као последица подморског Суматранско-Андаманског земљотреса 26. децембра 2004. Овај цунами је усмртио око 275.000 људи и разорио обалу наневши велике штете од Индонезије све до Сомалије у Африци, што га чини једним од најсмртоноснијих природних катастрофа у модерној историји.
Различите су процене магнитуде земљотреса, које се крећу од 9,0 до 9,3 по Рихтеровој скали (по овим проценама то би могао бити други највећи потрес икада забиљежен сеизмографом). Званична службена процена је да је магнитуда износила 9,15 степени рихтера.

## Карактеристике земљотреса
Првобитно је процењено да је магнитуда земљотреса била 8.8 по Рихтеровој скали. У фебруару 2005. научници су ревидирали процену до 9,0. Центар за упозорења од Цунамија прихватио је ову бројку. Новије студије из 2006. године процениле су да је магнитуда земљотреса била 9,1-9,3. Др. Хиро Канамори са Калифорнијског технолошког института сматра да је 9,2 одговарајућа вредност за овај земљотрес.
Хипоцентар главног земљотреса био је око 160 km од западне обале северне Суматре, у Индијском океану, северно од острва Симеулуе на дубини од 30 km. Земљотрес праћен цунамијем се истовремено осетио у Бангладешу, Индији, Малезији, Мјанмару, Тајланду, Сингапур и Малдивима. Први је страдао град Локнга у Индонезији.
Од 1900. године једини земљотреси са већим размерама били су Земљотрес у Чилеу 1960. године магнитуде 9,5 и Земљотрес на Аљасци 1960. године магнитуде 9,2 степена по Рихтеровој скали. Једини већи земљотреси магнитуде 9,0 били су Земљотрес на Камчатки 1952. и Земљотрес у Тохоку 2011. године. Сва четири земљотреса створио је цунами у Тихом океану. Међутим, број умрлих од њих био је значајно мањи, првенствено због мање густине насељености дуже и због доброг упозоравајућег система у Јапану.

## Цунами
Цунами је лучки талас, или у слободном преводу заливски талас, означава појаву великих таласа, велике кинетичке енергије, разорног механичког дејства на приобаље. Цунами настају услед наглог померања великих водених запремина, какви су нпр. делови океана и мора. Ово је најчешће изазвано подводним земљотресима.
Овај Цунами, као и сви остали, понашао се врло другачије у дубокој и у плиткој води. У дубокој морској води, цунами таласи чини само мали грбу, једва су приметни и безопасни. Углавном путује врло великом брзином од 500 до 1.000 km/h, да би у плиткој води близу обале успорио само на неколико десетина километара на сат, али и створио велике разорне таласе. Научници су открили у индонежанској провинцији Аћех да су таласи цунамија достизали висину 24 метара на обали, а чак и до 30 метара у неким областима у унутрашњости.
Радар је забележио да је максимална висина таласа у дубокој води два сата после земљотреса била 60 cm. Нажалост, ова запажања нису могли да се користе за упозорење, јер сателити нису направљени за ту сврху, а подаци се користе у сврху анализе.
Највећа снага таласа цунамија био је у правцу исток–запад. Из тог разлога, Бангладеш који се налази на северном крају Бенгалског залива, имао је врло мало жртава упркос томе што је земља релативно близу епицентра. Даљина сама није гаранција сигурности, па је тако Сомалија претрпела већу штету него Бангладеш упркос томе што је много даље. Цунами је у распону од петнаест минута до седам сати стигао до обала држава. Север индонежанског острва Суматре је погођен врло брзо, док Шри Ланка и обале источне Индије су погођене отприлике 90 минута до два сата касније. Тајланд је погођен око два сата касније, упркос томе што је ближе епицентру, јер је цунами путовао спорије у Андаманском мору до обала.

### Индонезија
Цунами је прво ударио западну и северну обала Суматре у Индонезији, посебно покрајину Аћех. Према речима очевидаца у Банда Аћеху, први цунами је достигао обале 15-20 минута после земљотреса. Временски интервал између првог и другог цунамија је био 15-20 минута, а други је био већи него први. Максимална висина цунамија од 30 метара била је Леупунгу, који се налази на западној обали Суматре у близини Банда Аћеха. На другим обалама висина цунамија се кретала 15-30 метара. Све куће 2–3 km од обале, осим оних саграђених са зидовима од цигли, a које су делимично оштећене у земљотресу пре цунамија, потпуно је однео или уништио цунами.
Град Локнга који се налази 13 km југозападно од Банда Аћеха је сравњен са земљом и уништен. Као последица цунамија смањен је број становника са 7.500 на само 400. Остали градови у Индонезији који су погођени овом катастрофом су: Леупунг, Ламно, Патек, Цаланг, Теуном и острво Сиемулуе.

### Индија
Цунами је стигао до индијских острва Андамани и Никобари између 40 и 50 минута после земљотреса и проузроковао велика разарања. До града и луке Порт Блер стигао је у 7:15 часова. Очевици у Порт Блерр су испричали да се вода повукла пре првог таласа, а трећи је талас био највиши и изазвао највећу штету.
Цунами је затим у 9:00 часова стигао и до држава Андра Прадеш и Тамил Наду на југоисточној обали Индијског копна. Два сата касније и до Керале. Тамил Наду и Керала су претрпели озбиљна оштећења, док је Андра Прадеш претрпела умерену штету. Било је два до пет таласа различитих амплитуда.

### Шри Ланка
Цунами је углавном погодио југозападне обале Шри Ланке. Шри Ланка се налазила 1.700 km од епицентра и извора цунамија, а обалу Шри Ланке је цунами погодио око два сата после земљотреса.
Време доласка цунамија у луку Гале на источној обали било је 9:25 часова. У округу Моратува цунами је стигао у 9:30 а округу Берувала у 9:45. Оба ова округа су на западној обали. Земљотрес је био у 6:58 по времену у Шри Ланки времену, тако да је цунами стигао до западне обале Шри Ланке два и по сата касније. Други и трећи цунами били су много већи, а погодили су округ Моратува у 11:05. Шри Ланка је у цунамију изгубила 1700 људи.

### Тајланд
Цунами је погодио југозападну обалу Тајланда, што је око 500 km од епицентра. Будући да је то подручје познато по светским одмаралиштима као што је Пукет. Погинуло је 5.400 људи, а 3.100 се водило као нестало. Нека од места које је погодио цунами су Као Лак, Пукет и острва Пхи Пхи. Висина таласа је била од 6 до 10 метара. Други талас био је највећи.

### Малдиви
Цунами је погодио и Малдиве, иако се они налазе 2.500 km од епицентра земљотреса. Извештаји указују на више од 82 погинулих људи, 26 несталих и преко 12.000 људи који су остали без крова над главом. Око 4.000 кућа је оштећено. У Малдивима највећи девизни прилив земља зарађује од туризма. Од 87 одмаралишта, 19 су били тешко оштећени и морали су да буду затворени, док су 14 претрпели велике штете. Већи део пољопривредног земљишта је покривен са сланом и блатом и тако постао неупотребљив.

### На другим местима у Индијском океану
Цунами је погодио малезијске државе Кедах, Педах, Селангор и Пенанг и острво Лангкави. Полуострво Малезија је делимично било заштићено захваљујући острву Суматра. Број погинулих у Малезији износи 68 људи. У Мјанмару је цунами изазвао око 90 смртних случајева. Иако западне обале земље излазе на Андаманско море, било је мање смртних случајева овде у односу на Тајланд због комбинованих географских и политичких фактора. У Јемену је цунами убио две особе.
Огромна снага цунамија проузроковала је жртве чак у источној и јужној Африци. Државе које су имале људске жртве су Сомалији – 298, Танзанија – 10, Сејшели – 3, Јужноафричка Република – 2, Кенија – 1.

## Жртве
Према подацима Геолошког топографског института Сједињених Америчких Држава укупно је погинуло 227.898 људи. Када се погледа број мртвих, ово је једна од десет најгорих земљотреса у историји, као и најгори цунами у историји. Индонезија је најгоре погођено подручје, а процењује се да је број погинулих око 170.000. Међутим, извештај тадашњег министра здравља Индонезије Ситија Фадилаха говори да је број жртава у Индонезији чак 220.000, што би значило да је укупно 280.000 смртних случајева.
Цунами је изазвао озбиљну штету и смрт у источној Африци. Због цунамија који је настао у Рои Елса на југу Африке, 8.000 km далеко од епицентра, осам људи у Јужној Африци је изгубило живот. Једна трећина жртава била су деца. Чак четири пута више жена него мушкараца је страдало у неким регионима, јер су чекали на плажи рибаре да се врате кућама. Поред великог броја мештана, до 9.000 страних туриста је погинуло, посебно људи из Нордијских земаља. Од европски народа најтеже погођена је била Шведска, јер је из те земље погинуло 543 људи.
Ванредна стања су била проглашена на Шри Ланки, Индонезији и Малдивима. Тадашњи генерални секретар Уједињених нација Кофи Анан изјавио је да ће реконструкција вероватно трајати између пет и десет година. Владе и невладине организације су страховале да би коначан број жртава могао да се удвостручи као резултат болести. Ипак, до тога није дошло.
| Држава       | Потврђено | Процењено1 | Повређени | Нестали | Расељени   |
| ------------ | --------- | ---------- | --------- | ------- | ---------- |
| Индонезија   | 130.736   | 167.799    | n/a       | 37.063  | 500.000+   |
| Шри Ланка2   | 35.322    | 35.322     | 21.411    | n/a     | 516.150    |
| Индија       | 12.405    | 18.045     | n/a       | 5.640   | 647.599    |
| Тајланд      | 5.3953    | 8.212      | 8.457     | 2.817   | 7.000      |
| Сомалија     | 78        | 289        | n/a       | n/a     | 5.000      |
| Мјанмар      | 61        | 400–600    | 45        | 200     | 3.200      |
| Малдиви      | 82        | 108        | n/a       | 26      | 15.000+    |
| Малезија     | 68        | 75         | 299       | 6       | 5.000+     |
| Танзанија    | 10        | 13         | n/a       | n/a     | n/a        |
| Сејшели      | 3         | 3          | 57        | n/a     | 200        |
| Бангладеш    | 2         | 2          | n/a       | n/a     | n/a        |
| Јужна Африка | 24        | 2          | n/a       | n/a     | n/a        |
| Јемен        | 2         | 2          | n/a       | n/a     | n/a        |
| Кенија       | 1         | 1          | 2         | n/a     | n/a        |
| Мадагаскар   | n/a       | n/a        | n/a       | n/a     | 1,000+     |
| Total        | ~184.167  | ~230.273   | ~125.000  | ~45.752 | ~1.740.000 |

1Ако нема одвојене процене, број у овој рубрици је исти као и у Потврђено..
2Не укључује око 19.000 несталих особа према подацима власти Тамилских Тигрова са територијом под њиховом контролом.
3 Подаци укључује најмање 2.464 странаца.
4 Не укључује Јужноафриканце који су страдали изван Јужне Африке

### Музеј
Музеј цунамија Аћех се налази у Банда Аћеху у Индонезији направљен 2009. године. Дизајниран је као симболично подсећање на земљотрес и цунами из 2004. године, затим као образовни центар и склониште у случају ако подручје икада поново буде погођено цунамијем.

## Галерија
- Аћех
- Пукет
- Ченај
- Полицијски брод у Као Лаку